# 夢を継ぐ人
「夢を継ぐ人」（ゆめをつぐひと）は、近藤房之助 & Qunchõのシングル。1992年12月16日に、BMGビクター / D.O.G.HOUSEから発売された。

## 背景
「Good-by morning」から3週間ぶりにリリースされた近藤コラボレート企画第4弾は、Qunchõとのコラボレーションシングルとして発売された。

## 音楽性
表題曲は、日本テレビ開局40周年・年末時代劇スペシャル『風林火山』テーマ曲に起用された。
カップリングの「「風林火山」愛のテーマ (夢を継ぐ人)」は、表題曲の歌詞を一部除いた別バージョンとなっている。

## 収録曲
- 全作詞：売野雅勇／作曲：織田哲郎／編曲：葉山たけし

1. 夢を継ぐ人
2. 「風林火山」愛のテーマ (夢を継ぐ人)
3. 夢を継ぐ人（Instrumental）